# Panicum bahiense
Panicum bahiense är en gräsart som beskrevs av Stephen Andrew Renvoize. Panicum bahiense ingår i släktet vipphirser, och familjen gräs. Inga underarter finns listade i Catalogue of Life.